# Francisco Merino
Pour les articles homonymes, voir Merino.
Francisco Merino est un karatéka espagnol surtout connu pour avoir remporté l'épreuve de kumite individuel masculin moins de 75 kilos aux championnats d'Europe de karaté 1983 organisés à Madrid.

## Résultats
| Résultat           | Date | Épreuve                   | Catégorie | Compétition                | Ville hôte               |
| ------------------ | ---- | ------------------------- | --------- | -------------------------- | ------------------------ |
| Médaille d'or      | 1983 | Kumite individuel - 75 kg | Seniors   | Championnats d'Europe 1983 | Madrid, en Espagne       |
| Médaille de bronze | 1984 | Kumite par équipe         | Seniors   | Championnats du monde 1984 | Maastricht, aux Pays-Bas |